# Isländersagas

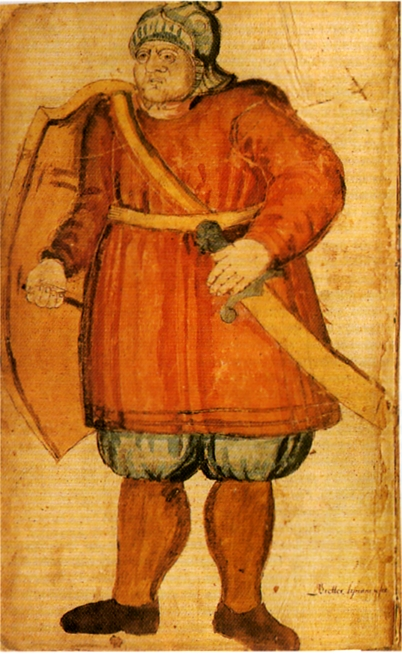
Grettir, Protagonist einer der bedeutendsten Isländersagas

Die Isländersagas  (Íslendingasögur; auch: Islandsagas) sind eine Gattung der isländischen Sagaliteratur und stofflich ein Gebiet der altnordischen Literatur. Zu den Íslendinga sögur gehören etwa drei Dutzend größere Prosawerke und eine Anzahl von Þættir, die insgesamt anonym überliefert sind.

## Alter und Herkunft
Die literarische Form der isländischen Saga entwickelte sich aus der heroischen Poesie altgermanischer Heldenlieder, wie sie in den Dichtungen der Lieder-Edda überliefert sind. Besonders deutlich nachzuweisen ist die Herkunft der Íslendinga sögur aus der heroischen Poesie in den verschiedenen eddischen Liedern von Sigurðr: Reginsmál (das Lied von Regin), Fáfnismál (das Lied von Fáfnir), Sigurðarkviða in forna (das ältere Sigurðr-Lied), Sigurðarkviða in meiri (das längere Sigurðr-Lied) und Sigurðarkviða in scamma (das kurze Sigurðr-Lied), aber auch in Atlakviða (das Atli-Lied), Atlamál in grœnlendsku (das grönländische Lied von Atli) oder Hamðismál in forno (das alte Lied von Hamðir) sowie im nicht im Codex Regius, sondern in der Hervarar saga ok Heiðreks konungs, überlieferten Hlöðskviða (das Lied von Hlöðr bzw. das Hunnenschlachtlied).
Da keine Íslendinga saga in der Originalhandschrift erhalten blieb, gehen die Meinungen über das Alter dieser Sagas weit auseinander. Bezieht man die hypothetischen mündlichen Vorstufen mit ein, verschwindet die Entstehungszeit im historischen Dunkel isländischer Frühzeit. Aber auch für die schriftlichen Versionen sind die Entstehungszeiten und die Autorschaft nicht unumstritten. Eine Chronologie muss sich erheblicher Unsicherheiten bewusst bleiben. Auf Sigurður Nordal geht eine solche Chronologie zurück, die eine zeitliche Gliederung der Íslendinga sögur anstrebt:
- 1200 bis 1230 (6 Sagas);
- 1230 bis 1280 (12 Sagas);
- 1270 bis 1290 (5 Sagas);
- um 1300 aus älteren Version umgearbeitete Sagas (mindestens 6);
- im 14. Jahrhundert entstanden (6 Sagas).

## Mündlichkeit versus Schriftlichkeit
Die Isländersagas sind Kunstwerke, die zu den bedeutendsten literarischen Leistungen des mittelalterlichen Europas zählen. Sie sind eine eigenständige, völlig selbstständige Schöpfung isländischer Kultur. Sie wurden von Autoren geschaffen und müssen daher mit literarischen Begriffen wie Roman oder Novelle bezeichnet werden.
Die Wissenschaftler der sogenannten Isländischen Schule, zu denen Björn M. Ólsen, Sigurður Nordal und Einar Ó. Sveinsson gehören, untersuchten diese Sagagattung als individuelle Kunstwerke, und verlangten, dass sie nach literarisch-narrativen Aspekten untersucht werden müssen. Sie stellten sich mit dieser Forderung gegen die Auffassung, die Íslendinga sögur gingen auf Erzählungen der mündlichen Überlieferung zurück und seien erst später aufgezeichnet worden. Verbunden mit der These der ursprünglichen Mündlichkeit ist die Auffassung, dass sie größtenteils vorchristliche (heidnische) Literatur seien. Die meisten der Sagas wurden zwischen 1150 und 1350 verschriftet, die isländische Bevölkerung war damals seit eineinhalb Jahrhunderten christianisiert und die Autoren schrieben im Schutz der Kirche, die in Island dem Erzählen der Sagas fördernd gegenüberstand. Es sind hauptsächlich Geistliche, die als die Autoren der Íslendinga sögur in Betracht kommen.

## Protagonisten und Inhalte
Protagonisten sind Isländer und die Schauplätze der Sagas liegen meistens in Island; gelegentlich in Norwegen, England, Russland, dem Baltikum und anderen nordischen Ländern. Die Ereignisse, die in diesen Sagas geschildert werden, ereigneten sich größtenteils zwischen Gründung des Althing 930 und 1030 n. Chr., als der neue Staat als etabliert galt und bis zur Christianisierung um 1030. Dieser Zeitraum wird als „Sagazeit“ bezeichnet. Phantastische Elemente sind kaum enthalten, es handelt sich weitgehend um realistische Schilderungen.
Die Sagas
- erzählen von dem Schicksal einer Familie (ættarsögur; Familiensaga, genealogische Chronik);
- stellen die Biographie eines einzelnen Protagonisten in den Mittelpunkt der Erzählung (besonders die Skaldensagas);
- beschreiben Genealogien und Ereignisse, die mit diesen verbunden sind, in einer größeren Region und über Generationen hinweg.

Häufig werden die Íslendinga sögur geographisch nach ihrem Hauptschauplatz in unterschiedliche Gruppen geordnet:
- Borgarfjörður (Bgfj.);
- Westisland, v. a. die Region um den Breiðafjörður (W);
- Nordwesthalbinsel, v. a. Vestfirðir (Vf.);
- westliches Nordland, v. a. Húnavatnsþing (N [w]);
- östliches Nordland, v. a. Eyjaförður (N [ö]);
- Ostisland, v. a. Austfirðir (O);
- Südisland (S).

Bei dieser Klassifikation bediente man sich der Beobachtung, dass Sagas aus einzelnen Gebieten bestimmte Gemeinsamkeiten aufweisen. Gleichzeitig zeigt eine solche Gliederung auch, wie unterschiedlich sich die Sagas auf die einzelnen Teile Islands verteilen, wie weit verbreitet sie gewesen sind und wie groß ihre Akzeptanz unter der Bevölkerung war.

### Abgrenzung von der Legende
Die Legende im kirchlichen Sinne will an einer historischen Persönlichkeit eine religiös vorbildliche Lebensführung aufzeigen. Zu diesem Zweck formt die Legende das Kontinuum der Geschichte und des Einzellebens ihrer Protagonisten zu einer Verkettung von Ereignissen um. Das Leben eines Menschen als Heiligenlegende weist in eine jenseitige Welt hinaus. Gerade dies tut die Saga nicht, sie erzählt vielmehr eine realistische Geschichte, in der die, oben bereits erwähnten, Determinanten Ort, Zeit und soziale Umgebung (vor allem Familie) wichtige Aspekte darstellen.

## Stilistische Merkmale
Obwohl die direkte Rede in den Íslendinga sögur das wichtigste stilistische Mittel bildet, kann der Anteil von Saga zu Saga erheblich schwanken. Auch die Anzahl der Protagonisten differiert erheblich; sie kann zwischen einem Dutzend wie in der Hrafnkels saga und bis zu 600 in der Njáls saga liegen.
Der Aufbau der einzelnen Isländersagas folgt keiner einheitlichen narrativen Struktur. Charakteristisch ist, dass es außer einem einleitenden Prolog kaum Szenen gibt, die nicht unmittelbar mit der Haupthandlung der Saga verknüpft sind. Durch eine Reihung einzelner Episoden wird die Haupthandlung gelegentlich überlagert, sodass diese schwer erkennbar ist. Gelegentlich werden Ereignisse ausgeklammert oder nur angedeutet, die beim Publikum als bekannt vorausgesetzt wurden.
Ein anderes System der Altersbestimmung der Íslendinga sögur hat Einar Ó. Sveinsson ausgearbeitet. Seine Gliederung basiert auf folgenden qualitativen Kriterien:
- Hinweise auf Isländersagas in anderen zeitgenössischen Werken;
- Alter der Handschriften;
- Auftreten von historischen Personen oder Ereignissen (als Modell oder Inspiration für den Autor der Saga);
- literarische Zusammenhänge zwischen Saga und anderem Werk;
- sprachliche Kriterien;
- Einflüsse geistlicher oder weltlicher Übersetzungsliteratur (Sprache und Stil);
- künstlerische Gestalt der Saga (narrativer Aufbau, Dialogführung, Stil und Erzählweise).

Viele der Íslendinga sögur enthalten Strophen der Skaldendichtung, sogenannte lose Strophen (Lausavísur), die in den Sagas meist aus dem Stegreif anlässlich besonderer Ereignisse komponiert und sofort gesprochen wurden. In vielen Sagas sind diese skaldischen Strophen aber später hinzugefügte Dichtungen. Vermutungen gehen dahin, dass diese Strophen als poetische Kerne dazu aufforderten, sie mit Prosadarstellungen zu umgeben. Besonders die ältesten Íslendinga sögur, Nordals Stufe 1, sind auffallend reich an skaldischen Strophen.

## Struktur
Die Íslendinga sögur gruppieren ihre Handlung um einen zunehmend dramatisch verlaufenden Konflikt, der auf einen Höhepunkt zusteuert, und der das Schicksal der Protagonisten einschneidend gestaltet. Der Konflikt ist das Rückgrat der Saga als literarischer Gattung. Er organisiert die Beziehung zwischen zwei Individuen, zwischen einem Individuum und einer sozialen bzw. verwandten Gruppen oder zwischen zwei solcher Gruppen, die in unterschiedlichen im Allgemeinen durch enge Beziehungen miteinander verbunden sind. Dieser Konflikt:
- polarisiert die Handlung der Saga;
- bildet die narrative Einheit einer Saga;
- macht die dramatische Spannung einer Saga aus;
- prägt ihren einzigartigen Charakter;
- ist das organisierende Prinzip der Saga;
- gibt der Saga ihren Sinn.

Die Íslendinga sögur verdanken ihre eigentliche Existenz der Erfahrung sozialer Krisen, die von den sie betreffenden sozialen Gruppen bewältigt werden müssen, damit deren Existenz nicht bedroht ist. Die gesellschaftliche Funktion der Íslendinga sögur besteht in der Notwendigkeit, über den Höhepunkt eines Konfliktes, der als normauflösend empfunden wurde, hinaus zur Versöhnung zu gelangen. Die Íslendinga sögur sind letztlich eine Dramatisierung sozialer Ereignisse, juristischer und ritueller Prozesse, die der Wiederherstellung der jüngsten Vergangenheit, den Verhältnissen und Beziehungen vor Ausbrechen des Konflikts dienen. Die dazu abschließend erforderliche Versöhnung benötigt Rituale (Institutionen), welche die gebrochene Norm, die gesellschaftliche Ordnung, restaurieren und die Rückkehr zum sozialen Gleichgewicht einleiten. Wie das griechische Drama, und Theater ganz allgemein, ist auch die finale Dramatisierung der Íslendinga sögur auf ihren Höhepunkt hin eine Übersteigerung juristischer und ritueller Prozesse.

## Die Isländersagas als soziale Dramen
Die Íslendinga sögur thematisieren verwandtschaftliche Beziehungen benachbarter sozialer Gruppen und deren territoriale Zugehörigkeit zu gegeneinander abgegrenzten geographischen Regionen: der Hof als ökonomische Produktionseinheit, aus mehreren Höfen zusammengesetzte Weiler, bäuerlich bewirtschaftete geografische Landschaften. Den Hintergrund, vor dem eine Íslendinga saga ihre narrativen Elemente und Motive entfaltet, bildet ein komplexes, interdependentes sozial-geografisches Netzwerk, in dem sich die sozialen Beziehungen der Protagonisten konstituieren und entwickeln. Die Íslendinga sögur beziehen ihre hauptsächlichen Themen aus der sozialen Organisation, den verwandtschaftlichen und politischen Beziehungen, die den Fokus jeder Kultur, auch den der altisländischen, bilden. Ihren Gegenstand finden die Sagas in der räumlichen und sozialen Verortung des Individuums und der sozialen Gruppe, der es angehört, eingebunden in das Gefüge größerer Gemeinschaften wie Lineage, Klan oder politisches System. Beides, Genealogie und Territorium (im Sinne sozial definierter territorialer Zugehörigkeit) definieren die personale und ethnische Identität des Einzelnen.
Die isländischen Sagas, als Dichtung (mündlich tradiert) und Literatur (schriftlich tradiert) konzipiert, sind eine kulturspezifische Form künstlerischer Ausdrucksweise, deren primäre Funktion darin besteht, in Form der Chronik genealogische und territoriale Beziehungen zu überliefern. Sekundär wollen sie ihr Publikum auch unterhalten, eine Absicht, auf welche die etwa von der Mitte des 12. Jahrhunderts bis in die erste Hälfte des 14. Jahrhunderts entstandene, narrative künstlerische Produktion zurückzuführen ist, deren Prosawerke heute als Sagaliteratur bezeichnet werden. Diese Funktion, in erster Linie Chronik zu sein, und erst darüber Erzählung, hängt mit der Absicht zusammen, kommenden Generationen ihre soziale Orientierung zu geben: dem Einzelnen mitzuteilen, wer er ist, von wem er abstammt, und zu wem er gehört. Íslendinga sögur bieten ihrem Publikum, ob erzählt oder (vor)gelesen, die hierzu notwendigen identitätsstiftenden und identitätsstabilisierenden Informationen: sozial, geographisch, historisch, rechtlich und politisch. Damit knüpfen die naturalistisch wirkenden Sagas an eine Tradition an, die auch mythologisch-esoterischen Dichtungen der Lieder-Edda pflegen: die mündliche und schriftlichen Überlieferung von Namenslisten, Ortsverzeichnissen und Stammvaterkatalogen (vgl. beispielsweise auch die eddischen Dichtungen Grímnismál, Völuspá in skamma, Hyndloljóð). Während die eddischen Dichtungen ihre genealogischen und territorialen Themen auf die übernatürliche Mythologie der Welt der Götter beziehen, lenken die Sagas die Aufmerksamkeit ihres Publikums auf den Menschen mit seinen alltäglichen Konflikten und Hoffnungen, auf seine Lösungs- und Bewältigungsstrategien, die ihm dienen, widerständige natürliche und soziale Verhältnisse zu regulieren.
Verwandtschaftliche Beziehungen (Lineage und Klan), Fokus der sozialen Organisation einer Kultur, definieren die chorologische und chronologische Verortung von Individuum und sozialer Gruppe im Gefüge der Gemeinschaft. Genealogie und Territorium konfigurieren bedeutende Aspekte der Identität des Einzelnen in den eddischen Dichtungen und in den Sagas.
Die dramatischen Ereignisse, in die sich ihre Protagonisten über Generationen hinweg verstricken, welche in den Íslendinga sögur geschildert werden, versteht nur, wer die Gründe und Motivationen für die wechselnden Allianzen nachvollziehen kann, die genealogisch und sozial verbundene Gruppen miteinander eingehen. Ohne eine Kenntnis der genealogischen Verhältnisse und des sozialen Systems der agnanten und affinalen Verwandtschaft gibt es für die Íslendinga sögur kein Thema.

## Wichtige Isländersagas
1. Das Westviertel

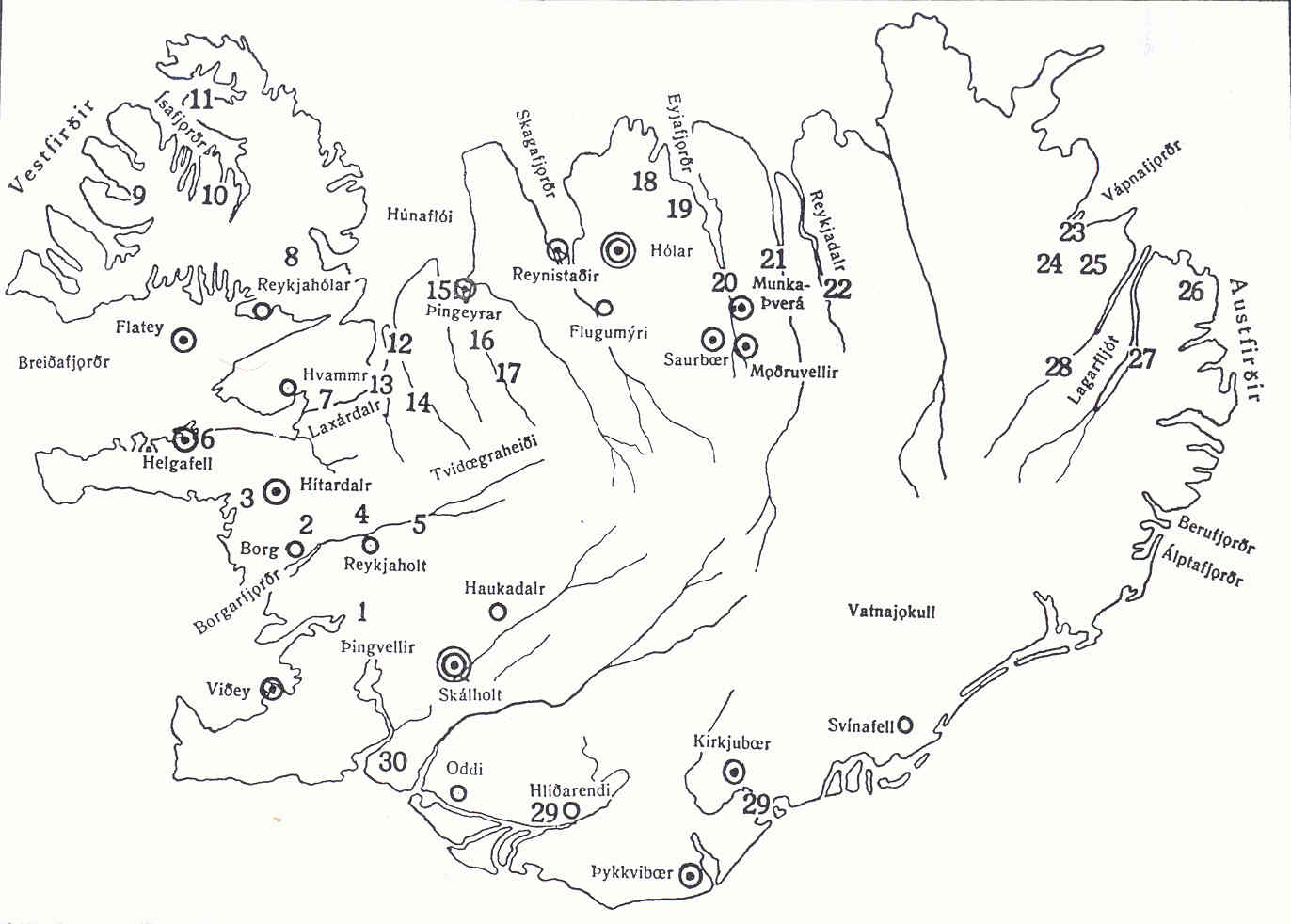
Schauplätze von Isländersagas

- Bjarnar saga Hítdœlakappa – „Saga von Björn dem Hitdœla-Kämpfer“ (3)
- Egils saga Skallagrímssonar – „Saga vom Skalden Egill Skallagrímsson“ (2)
- Eyrbyggja saga – „Saga von den Leuten auf Eyr“ (6)
- Fóstbrœðra saga – „Saga von den Schwurbrüdern“ (10)
- Gísla saga Súrssonar – „Saga von Gísli Sursson“ (9)
- Gunnlaugs saga ormstungu – „Saga von Gunlaug Schlangenzunge“ (5)
- Hávarðar saga Ísfirðings – „Saga von Hárvarðr aus dem Eisfjord“ (11)
- Hœnsa Þóris saga – „Saga vom Hühner-Thorir“ (4)
- Laxdœla saga – „Saga von den Leuten aus dem Laxárdalr“ (7)
- Bárðar saga Snæfellsáss – „Saga von Bárður Snæfellsás“

2. Das Nordviertel
- Bandamanna saga – „Saga von den Verbündeten“ (12)
- Grettis saga Ásmundarsonar – „Saga von Grettir Ásmundarson“ (14)
- Hallfreðar saga – „Saga vom Skalden Hallfreðr Óttarson“ (17)
- Heiðarvíga saga – „Saga vom Kampf auf dem Hochmoor“ (15)
- Kormáks saga – „Saga von Kormák dem Liebesdichter“ (13)
- Ljósvetninga saga – „Saga von den Leuten von Ljósavatn“ (21)
- Reykdœla saga (ok Víga-Skútu) – „Saga von Vémundr aus dem Reykjadalr“ (22)
- Valla-Ljóts saga – „Saga vom Goden Valla-Ljót“ (19)
- Vatnsdœla saga – „Saga von den Leuten aus dem Vatnsdalr“ (16)
- Víga-Glúms saga – „Saga von Víga-Glúm“ (20)

3. Das Ostviertel
- Droplaugarsona saga – „Saga von den Söhnen der Droplaug“ (27)
- Hrafnkels saga Freysgoða – „Saga vom Freyspriester Hrafnkell“ (28)
- Þorsteins saga hvita – „Saga von Thorstein dem Weissen“
- Vapnfirðinga saga – „Saga von den Leuten des Vápnafjord“ (23)

4. Das Südviertel
- Brennu Njáls saga – „Saga vom weisen Njál“ (29)

## Weitere isländische Sagas
- Vinland-Sagas: Grænlendinga saga, Eiríks saga rauða
- Färingersaga
- Kristni saga